# Azobenzène
L'azobenzène est un composé organique comprenant deux anneaux phényle liés par un double pont N=N.
Il en existe deux formes isomériques :
- la forme dépliée, dite « trans » ;
- la forme pliée, dite « cis », moins stable.

La transition entre les deux formes se fait après absorption d'un photon (photoisomérisation). Ceci conduit à une réorganisation moléculaire détectable.

Photoisomérisation de l'azobenzène.

En associant des azobenzènes avec des plastiques, on obtient des azopolymères qui conservent les propriétés optiques.

## Synthèse
La molécule d'azobenzène est observée pour la première fois en 1856 sous forme de « gelblich-rote krystallinische Blättchen » (flocons jaunes/rouges cristallins). Sa synthèse à l'origine est très proche de celle réalisée aujourd'hui. Selon la méthode de 1858, le nitrobenzène est réduit par de la limaille de fer en présence d'acide éthanoïque. Actuellement on utilise le zinc comme réducteur, en présence d'une base plutôt qu'un acide.